# مونتروز، انگوس
مونتروز (به انگلیسی: Montrose) یک شهرک در اسکاتلند است که در آنگوس واقع شده‌است. مونتروز ۱۱٬۹۵۵ نفر جمعیت دارد.

## خواهرخوانده
شهر لوزارش خواهرخواندهٔ مونتروز، انگوس هست.